# Der Vogelhändler
Der Vogelhändler ist eine Operette in drei Akten von Carl Zeller, mit einem Libretto von Moritz West (Moritz Nitzelberger) und Ludwig Held. Dieses basiert auf der Vaudeville Ce que deviennent les roses (Das Gänsemädchen) von Victor Varin und Edmond de Biéville aus dem Jahr 1857.

## Allgemeine Erläuterungen
Der Vogelhändler wurde am 10. Januar 1891 im Theater an der Wien in Wien uraufgeführt. Der bekannte Wiener Sänger und Schauspieler Alexander Girardi spielte die Hauptrolle. Rudolf del Zopp war als Stanislaus zu sehen. Das als Komödie angelegte Stück spielt in der Pfalz am Anfang des 18. Jahrhunderts. Es handelt von einem Liebespaar, dem Vogelhändler Adam und  Christel, der Postbotin des Dorfes.
Unter den 17 Nummern der Partitur, die alle eine melodiöse, gefällige und einschmeichelnde Musik boten, waren einige, die bald um die ganze Welt gingen, unter anderem Grüß euch Gott, alle miteinander, Ich bin die Christel von der Post, Schenkt man sich Rosen in Tirol und Fröhlich Pfalz, Gott erhalt’s. Von dem Lied Adams Wie mein Ahn’l zwanzig Jahr (mit dem Kehrreim No amal, no amal sing nur sing, Nachtigall!) waren binnen weniger Monate 200 000 Stück verkauft. Der Vogelhändler gehört zu dem halben Dutzend  Operetten, die sich seit der Uraufführung ununterbrochen im Repertoire deutschsprachiger Bühnen behauptet haben.
Der Vogelhändler wurde mehrmals verfilmt, zum Beispiel 1953 (mit Gerhard Riedmann, Ilse Werner, Wolf Albach-Retty, Eva Probst) und 1962 (mit Cornelia Froboess, Peter Weck, Maria Sebaldt, Rudolf Platte).

## Handlung

### 1. Akt
Der Kurfürst hat sich zur Wildschweinjagd in seinem Jagdrevier angesagt. Wildmeister Baron Weps erklärt den unruhigen Bauern, sein Herr werde gegen Bezahlung sowohl über ihre ständigen Wilddiebereien hinwegsehen als auch auf die Stellung einer Ehrenjungfrau verzichten. Doch Weps, der das Geld vor allem für sich selbst und seinen verschuldeten Neffen Graf Stanislaus braucht (der sich zu seinem Ärger nicht mit der ältlichen, aber reichen Hofdame Adelaide verheiraten will), erfährt kurz darauf, dass seine kurfürstliche Gnaden heute die Rheinpfalz meiden wird. Kurzerhand entschließt sich Stanislaus, den Kurfürsten zu spielen, um das Geld zu retten.

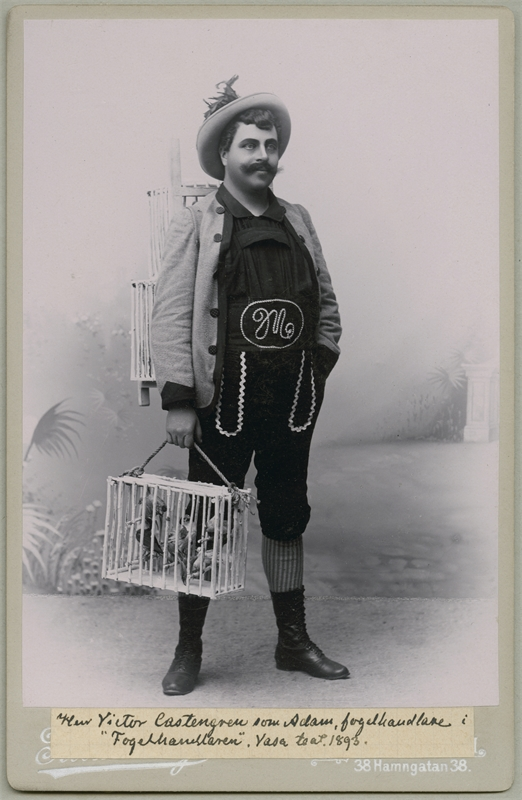
Der schwedische Sänger Victor Castegren im Jahr 1893 in der Rolle des Adam

Gisela Fischer als Postbotin Christel am Dresdner Residenz-Theater

Unterdessen ist der Vogelhändler Adam aus seiner Heimat Tirol mit seinen Kollegen eingetroffen. Er ist mit der Postbotin Christel verlobt und freut sich auf ein Wiedersehen mit ihr. Er kann seine Braut noch nicht heiraten, weil er keine einträgliche Stellung hat. Deshalb will Christel den Kurfürsten bitten, ihm einen Posten als Menageriedirektor zu verschaffen. So trifft sie auf Stanislaus, der den Kurfürsten spielt, und überreicht ihm eine Bittschrift. Er aber verlangt von ihr, ihren Wunsch mit ihr allein im kurfürstlichen Jagdpavillon zu besprechen. Obwohl sie dort seine Zudringlichkeiten abwehrt, gewährt er ihr schließlich ihren Wunsch. Adam wird wütend, als er erfährt, dass seine Christel beim Kurfürsten war, denn er vermutet ein Techtelmechtel zwischen den beiden.
Inzwischen ist auch, als Bauernmädchen Marie verkleidet, die Kurfürstin eingetroffen, um ihrem als Schürzenjäger berüchtigten Gemahl hinterherzuspionieren. Adam, der sie für ein einfaches Mädchen hält, macht ihrer Hoheit den Hof. Als sie ihm einen Rosenstrauß zum Trost schenkt, ist dieser von ihr sehr angetan und hält die Geste für eine Liebeserklärung. Adam verstößt seine ahnungslose Christel, um sich vielmehr dem vermeintlichen Bauernmädchen Marie zuzuwenden.

### 2. Akt
Obwohl Adam vor der Prüfungskommission mit den Professoren Süffle und Würmchen absichtlich dumme Antworten gibt, wird er auf Wunsch der Kurfürstin zum kurfürstlichen Menageriedirektor ernannt. Als er später der Kurfürstin begegnet, hält er sie immer noch für das einfache Mädchen, bis ihm ein Zufall die Augen über seinen Irrtum öffnet. Inzwischen hat ihre Hoheit herausgefunden, dass ihr Gemahl gar nicht anwesend ist, und entlarvt mit Hilfe von Christel Stanislaus als den Übeltäter. Adam darf dessen Strafe diktieren: Kassation als Offizier oder Ehe mit Christel. Zum Schrecken Adelaides, die sich schon als seine Braut fühlte, wählt der feige Stanislaus die Ehe.

### 3. Akt
Man bereitet die Hochzeit vor. Doch Christel will von einer Ehe mit Stanislaus nichts wissen. Sie trauert ihrem Adam nach. Dieser ist nach dem Verlust seiner Braut am Boden zerstört; er will fort, um seine Liebe zu Christel in der Heimat zu vergessen. Doch alles findet sich wieder. Zuerst macht Weps der Hofdame Adelaide mit Erfolg einen Heiratsantrag, und schließlich versöhnen sich auch Christel und der nach außen hin bockige Adam. Beide ziehen gemeinsam nach Tirol.

## Musiknummern der Partitur
1. Introduktion (Eröffnungsszene): Hurrah Nur her.... (Schneck, Weps, Chor)
2. Lied: Grüß euch Gott alle miteinander (Adam, Chor)
3. Duett: Als die Welt voll Rosen hing (Stanislaus, Weps)
4. Fröhlich Pfalz Gott erhalts (Kurfürstin, Adelaide, Chor)
5. Lied: Ich bin die Christel von der Post (Christel)
6. Terzett: Ach ihre Reputation (Christel, Stansislaus, Weps)
7. Finale I: Vivat! Hoch! Hurra! - Schenkt man sich Rosen in Tirol - Adam, Adam - B'hüt dich Gott (alle)
8. Introduktion zum 2. Akt: Haben Sie gehört? - Man munkelt (Weps, Chor)
9. Duett: Ich bin der Prodekan (Süffle, Würmchen)
10. Terzett: Bescheiden mit verschämten Wangen - Nur Contenance, nur Patience (Kurfürstin, Christel, Adelaide)
11. Duett: Mir scheint ich kenn dich spröde Fee - Schau mir nur recht ins Gesicht (Stanislaus, Christel)
12. Finale II: Wir spiel'n bei Hof gar heut - Wie mein Ahnl zwanzig Jahr - Juhuhuhui was Lustig's jetzt (alle)
13. Zwischenspiel (Orchester)
14. Lied: Als geblüht der Kirschenbaum (Kurfürstin)
15. Couplet (Wird bei Aufführungen und Einspielungen meist ausgelassen)
16. Terzett: Kämpfe nie mit Frau'n (Christel, Stanislaus, Adam)
17. Finale III: B'hüt em Gott, alle miteinander - Ja man kann sich leicht blamieren (alle)

## Verfilmungen
Die Operette wurde mehrfach verfilmt, so auch 1935, 1953 und 1962. Die erste Verfilmung stammt aus dem Jahr 1908.